# Дахсберг (Јужни Шварцвалд)
Дахсберг (њем. Dachsberg) град је у њемачкој савезној држави Баден-Виртемберг. Једно је од 32 општинска средишта округа Валдсхут. Према процјени из 2010. у граду је живјело 1.410 становника. Посједује регионалну шифру (AGS) 8337027.

## Географски и демографски подаци
Дахсберг се налази у савезној држави Баден-Виртемберг у округу Валдсхут. Град се налази на надморској висини од 842 метра. Површина општине износи 35,6 km². У самом граду је, према процјени из 2010. године, живјело 1.410 становника. Просјечна густина становништва износи 40 становника/km².

## Међународна сарадња
| Мјесто | Држава    | Врста сарадње | Од    |
| ------ | --------- | ------------- | ----- |
|        | Француска | партнерство   | 1993. |
| Извор  |           |               |       |